# Jardín botánico El Ángel
El Jardín Botánico El Ángel es un Jardín botánico situado en Nueva Andalucía, en Marbella.
Está situado a las afueras de la ciudad, en dirección a Istán, en la misma Colonia de El Ángel. El jardín original data del siglo XIX, muchos de los ejemplares arbóreos datan de entonces, presentando un gran porte.

## Colecciones
En sus 15 000  m² se agrupan sus especies vegetales en los siguientes espacios:
- Jardín romántico, que conserva el estilo romántico del jardín original, gracias a la solería de barro, parterres en línea recta y setos redondeados.
- El jardín de crucero, fue un añadido al jardín a finales de la década de 1990, encontrándose por encima de la iglesia El Ángel, con profusión de naranjos y cipreses rodeados de setos, con los parterres de formas simétricas que confluyen en el centro de una plaza.
- Jardín tropical, de estilo paisajista con caminos sinuosos de hormigón coloreado, donde se encuentran tres lagos artificiales con cascadas y a su alrededor una colección de Palmáceas con 80 especies diferentes.

Se pueden admirar grandes ejemplares de Ficus Microcarpa y Phoenix Canariensis, entre otras especies.